# Trip
A trip az LSD, vagy más hallucinogén drog használata alatt átélt pszichedelikus utazás neve. Azért utazás, mert a tudat egy teljesen más dimenzióba kapcsol át. Az utazás rendszerint vezetővel történik. A vezető feladata, hogy vigyázzon az utazóra, nehogy kárt tegyen valamiben vagy valakiben, esetleg önmagában. Az ő feladata a bad trip felismerése és az utazás kontrollálása. Nagyon fontos a környezet megválasztása, mivel a képek, a színek, a mozgás és a hangok mind-mind meghatározó élményt jelenthetnek a fogyasztó számára. Általában sötét és nyugodt helyeket választanak, kerülik az utcai zajokat, laza ruhákat vesznek fel és tiszta vizet isznak hogy kerüljék a káros reakciókat és a kiszáradást (bár ez rendszerint pszichedelikumok hatása alatt egyáltalán nem veszélyeztetik a fogyasztót, kivéve fülledt, zenés szórakozóhelyeken.) Fontos a jó zene, ami ízléstől függően változik, de alapvetően meghatározza a trip hangulatát, irányvonalát. Vannak kifejezetten pszichedelikus zenék, melyek egy trip alatt képesek igazán kibontani tartalmukat (Pszichedelikus/space rock, ambient, chill-out, psytrance/goa, acid-jazz, acid - ezek a stílusok tipikusan a pszichedelikus kultúrával együtt fejlődtek).

## A trip során felléphetnek

### Hallucinációk
Hallucinációk, látomások és víziók alakulhatnak ki. Az élményt teljesen valószerűnek éli meg az LSD-használó. Hasonló ez az álomhoz, hiszen álom közben is valósághűnek tűnnek az események, de míg alvás közben biztonságban vagyunk, addig a trip közben a fogyasztó fizikailag aktív lehet.

### Esztétikai élmények
Az érzékszervek működése változik meg. A látás, hallás, szaglás, tapintás annyira felerősödik, hogy olyan apró részletek is feltűnnek, amelyeket addig észre sem vett az ember. Ilyenkor a hangoknak rendkívüli jelentőségük van, hiszen rögtön megtalálják az utazó tudatát.

### Pszichodinamikus élmények
Az LSD pszichikai hatásainak egyike, mely során tudatalatti gondolatok kerülnek felszínre. Az utazó átéli azokat az élményeit újra, amelyek mély benyomásokat tettek rá, valamint előkerülnek olyan emlékek, amelyekre már csak nyomokban emlékszik. Erős érzelmi hullámzás jellemezheti az utazót attól függően, hogy éppen milyen emlékkép vetül ki a tudatában.

### Vallásos és transzcendens élmények
Az LSD-használóknál a legritkább trip, mivel nagyon mély és elvont gondolkodást igényel az utazótól. A trip során mérhetetlen béke és nyugalom árasztja el a fogyasztót, úgy érzi eggyé válik az univerzummal, egész lényét átjárja a szeretet és a megértés. Leginkább a buddhista mély meditációhoz lehetne hasonlítani ezt az állapotot. A tudat lecsendesül, a szellem megnyugszik, a test eggyé válik a világegyetemmel. Rendkívül kevesen jutnak el erre a szintre, de akiknek sikerül, azok általában gyökeresen változtatnak életmódjukon, abbahagyják a drogozást, elmennek tanítani vagy beállnak szerzetesnek.

### Pszichotikus reakciók
Az LSD használóinál a legveszélyesebb élménycsoport. A trip során az utazót iszonyatos rettegés kerítheti hatalmába. Korábban sikerrel elfojtott tudatalatti gondolatok teljes erővel törnek a felszínre. A negatív élmények szinte az őrületbe kergethetik a fogyasztót, aki például azt élheti át, hogy démonok vagy szellemek üldözik.
Az LSD és egyéb hallucinogének fogyasztása közben más közkedvelt drogok jelentősen befolyásolhatják a hatást.
Cannabis drasztikusan felerősíti a "gondolatok megbolondulását" és általában a tudatalatti kontrollálatlan feltörését, amelyek őrületbe kergetik a fogyasztót. Hallucinogének fogyasztása előtt és alatt ezért cannabis fogyasztása pszichikailag veszélyesnek és tilosnak nevezhető. Az alkohol hatása kiiktatja a negatív gondolati hallucinációkat, mintegy "lehozza" a fogyasztót a valóságba. Rossz trip kialakulás esetén nagyon hatásos és
ártalmatlan ellenszer, mértékkel adagolva. Euforikus nevetőgörcsöket is okozhat a pszichés megkönnyebbülés, keveredve a gátlások feloldódásával, ezért még ilyenkor is erős belső vagy külső kontroll (vezető) szükséges utcán, vagy mások (nem utazók) társaságában.